# Berwangen
Berwangen ist ein Dorf mit etwa 1400 Einwohnern im Landkreis Heilbronn in Baden-Württemberg, das seit 1971 zur Gemeinde Kirchardt gehört.

## Geschichte

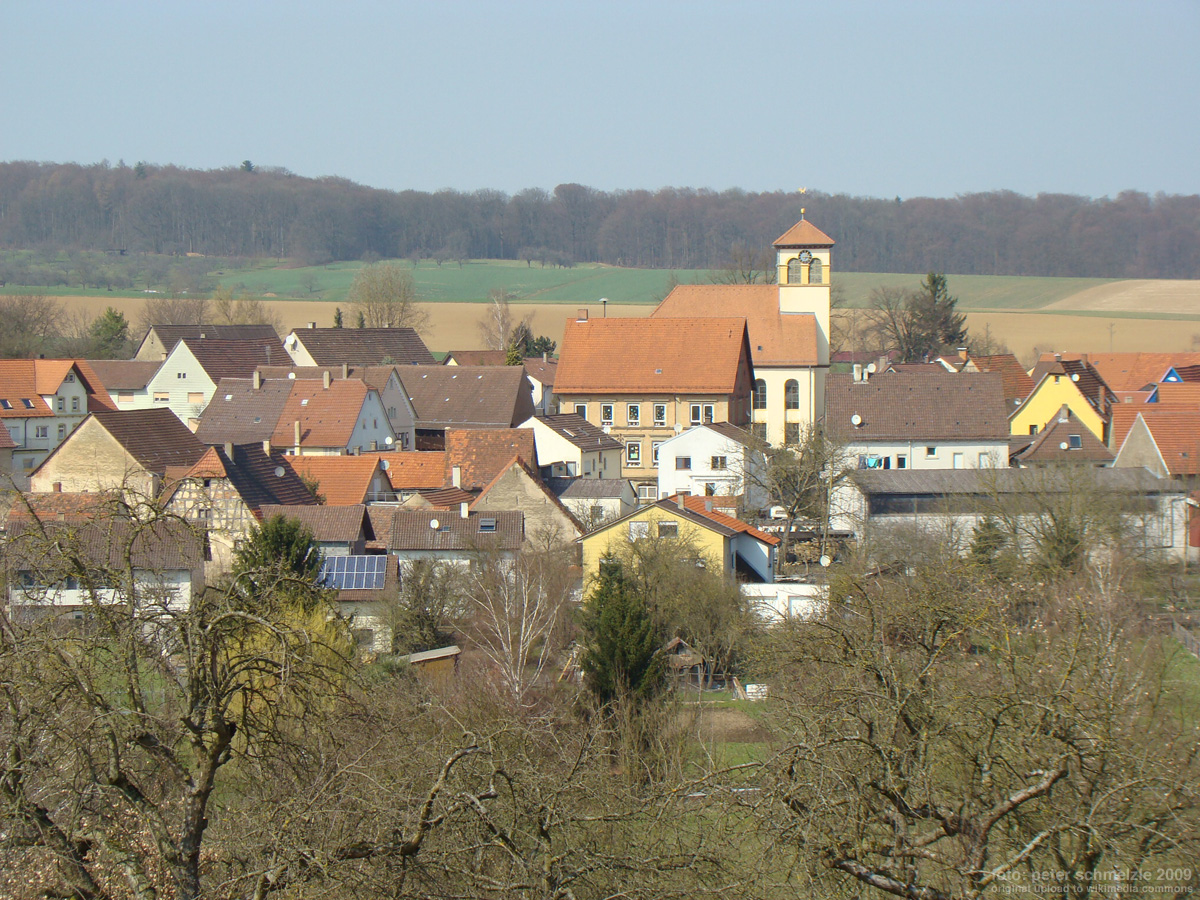
Blick über die Ortsmitte von Berwangen

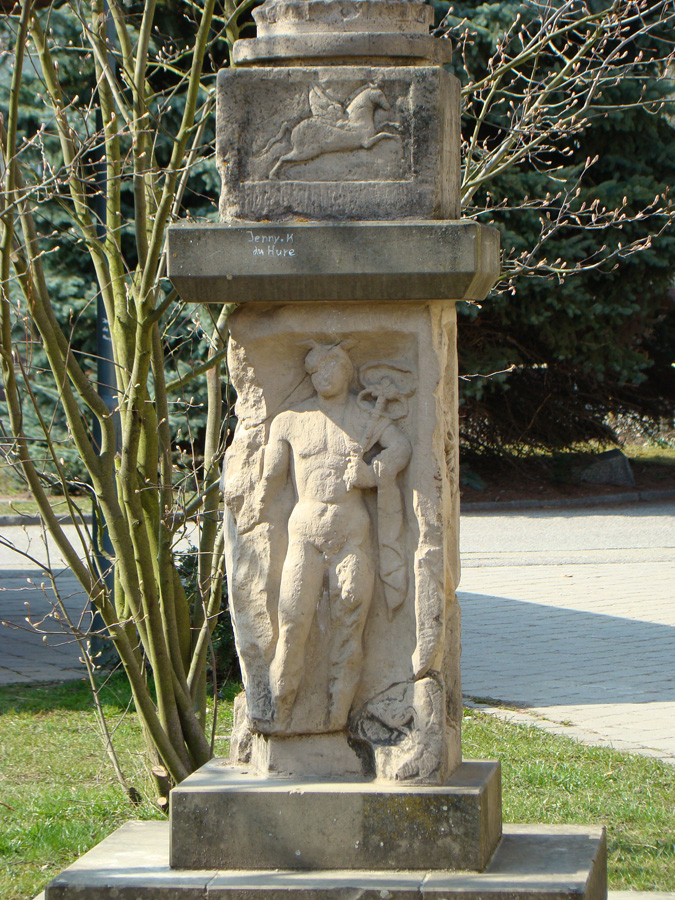
Replik der Jupitergigantensäule bei der Schule

Berwangen auf der topografischen Karte von Baden, 1930

Zur Zeit der Römer in Südwestdeutschland zwischen 100 und 260 n. Chr. verlief eine wichtige Römerstraße durch den heutigen Ort Berwangen, wovon eine bei Grabungen gefundene Jupitergigantensäule zeugt. Die erste namentliche Erwähnung des Ortes erfolgte ebenso wie die des heutigen Hauptortes Kirchardt und des ebenfalls 1971 eingemeindeten Bockschaft im Lorscher Codex aus dem 12. Jahrhundert. Berwangen wird dort anlässlich einer Schenkung im Jahr 793 erwähnt. Aufgrund der geologischen Gegebenheiten und dem mittelalterlichen Siedlungsformen von Berwangen und Kirchardt wird angenommen, dass Berwangen von Richen aus besiedelt wurde und Kirchardt eine anschließende Berwangener Gründung war. Die zweitälteste Nennung von Berwangen datiert auf 1280, als Heinrich von Neipperg einen Hof in Berwangen an das Kloster Frauenzimmern übergab.
Der Ortsname ist alemannischen Ursprungs und bedeutet Schweinefeld oder Beerenfeld. Wie im benachbarten Kirchardt waren auch in Berwangen Bauern ansässig, die Felder bewirtschaftet und überwiegend Schweine gemästet haben. Im frühen und noch im hohen Mittelalter waren die Bauten in Berwangen üblicherweise strohgedeckte Holzhäuser, erst im 16. Jahrhundert wurden Steinfundamente vorgeschrieben. Im hohen Mittelalter stellte sich das Dorf als Etterdorf dar, das von einem Bannzaun, dem so genannten Etter, umgeben war.
Der mittelalterliche Oberlehensbesitz an Berwangen lag zur Hälfte bei den Pfalzgrafen und zur Hälfte bei den Herren von Helmstatt, die diese von den Herren von Venningen erworben hatten. Die Helmstatt nahmen jedoch auch für die kurpfälzische Hälfte als Lehnsträger die Lehensherrschaft wahr und der Ort wurde dem Ritterkanton Kraichgau zugerechnet. Das Kirchenpatronat lag bei den Herren von Gemmingen. Im 14. Jahrhundert bestand darüber hinaus ein den Grafen von Württemberg gehörender Hof (Erpfenhof), mit dem 1556 bis 1796 die Herren von Neipperg belehnt wurden, die den Hof wiederum an verschiedene Bauern als Bauernerblehen verliehen. In Berwangen gab es außerdem eine Kelter (an der Stelle des heutigen Schulhauses) und mehrere Mühlen, für die auch ein Mühlkanal vom Birkenbach abgezweigt wurde.
Die Neipperger hatten ein Rentamt in Berwangen, das von den Einwohnern als Hochherrenhaus bezeichnet wurde. Das 1974 abgerissene stattliche Fachwerkgebäude von 1782 befand sich gegenüber der Kirche und geht vermutlich auf eine mittelalterliche Edelmannbehausung zurück, die einst im Verbund mit der nahen Kirche durch Ringmauern und Wallgraben umgeben war. Die alte Kirche in Berwangen war um 1496 dem Heiligen Kreuz geweiht worden, wurde jedoch 1622 im Zusammenhang mit der Schlacht bei Wimpfen verwüstet.
Nach dem kinderlosen Tod des letzten kurpfälzischen Lehensträgers Wolfgang Friedrich Eberhard von Helmstatt ging der kurpfälzische Anteil auf Pleikard Maximilian Augustin von Helmstatt, einen Vertreter eines anderen Zweigs der Familie, über. Nach Auflösung der Kurpfalz 1803 verkauften deren Rechtsnachfolger, die Fürsten von Leiningen, die ehemals kurpfälzische Hälfte am Dorf an die Herren von Berlichingen und überließen ein Sechstel davon den Helmstatt’schen Erben. Dadurch entstand die Kondominatsherrschaft Freih. von Helmstättische Allodialerben und Freih. von Berlichingen'sche Relicten, deren komplizierte Grundrechte noch bis in die Mitte des 19. Jahrhunderts bestanden.
Am 13. November 1806 kam Berwangen durch Staatsvertrag zwischen Baden und Württemberg als selbständige Gemeinde zum Großherzogtum Baden.
Um 1800 hatte Berwangen rund 750 Einwohner und war damit noch etwa gleich groß wie das benachbarte Kirchardt, das später zum wesentlich größeren Hauptort avancieren sollte. Von der Revolution 1848 sind aus Berwangen Quellen überliefert, die sich skeptisch gegenüber den Forderungen nach Pressefreiheit und Bekenntnisfreiheit äußern, da man zu dieser Zeit vornehmlich mit der Bekämpfung des Hungers beschäftigt war und man Geistesfreiheit nicht essen könne. Durch Auswanderung aufgrund der vorherrschenden Armut stagnierte das Bevölkerungswachstum in Berwangen in den folgenden Jahrzehnten, so dass 1933 weiterhin 750 Einwohner und 1939 noch 722 Einwohner gezählt wurden.
Während und nach dem Zweiten Weltkrieg stieg die Einwohnerzahl durch den Zustrom von Flüchtlingen und Vertriebenen auf 1158 Personen im Jahr 1946 an. Da viele der Vertriebenen keine Existenz in der Landwirtschaft fanden, war die Einwohnerentwicklung danach wieder rückläufig und betrug 1950 noch 1085 Personen.
1949 wurden Bauplätze im Bereich der Blumenstraße ausgewiesen, danach folgten die Neubaugebiete Forstgässle I und II.
Am 1. September 1971 wurde Berwangen in die Gemeinde Kirchardt (damals noch im Landkreis Sinsheim) eingegliedert. Bei der Eingliederung wurden 919 Einwohner gezählt. Mit der Kreisreform 1973 gelangte Berwangen mit Kirchardt zum Landkreis Heilbronn.
Zur heutigen Gestalt und Ausdehnung des Ortes trugen die 1971 bzw. 1984 ausgewiesenen Industriegebiete Im Bruch und Kandel, das baden-württembergische Sanierungsprogramm „Dorfentwicklungsmaßnahmen“ ab 1978 sowie die Ausweisung des Neubaugebietes Am Ittlinger Graben nach 1990 bei.

### Herren von Berwangen
Die Herren von Berwangen waren ein im 14. Jahrhundert auftretendes Ministerialengeschlecht, das sich nach dem Ort benannte und möglicherweise mit den Herren von Neipperg, von Hornberg und von Fürfeld verwandt ist, deren Wappen ebenfalls drei Ringe zeigen. Bedeutendster Vertreter war Albrecht I. von Berwangen, der 1387 erster Hofmeister am badischen Hof, 1395 Vogt zu Baden, um 1400 Haushofmeister am kurpfälzischen Hof und zuletzt kurpfälzischer Hofrat unter König Ruprecht III. war. Aus dem Jahr 1398 ist die Vergabe eines Hofes in Berwangen als Mannlehen an Albrecht I. überliefert. Die Familie könnte jenen Hof schon länger besessen haben, hatte jedoch wohl keinen Herrensitz in Berwangen. Die Spur der Familie verliert sich im 16. Jahrhundert, das weitere Schicksal ihres Hofes in Berwangen ist unbekannt.

## Religionen

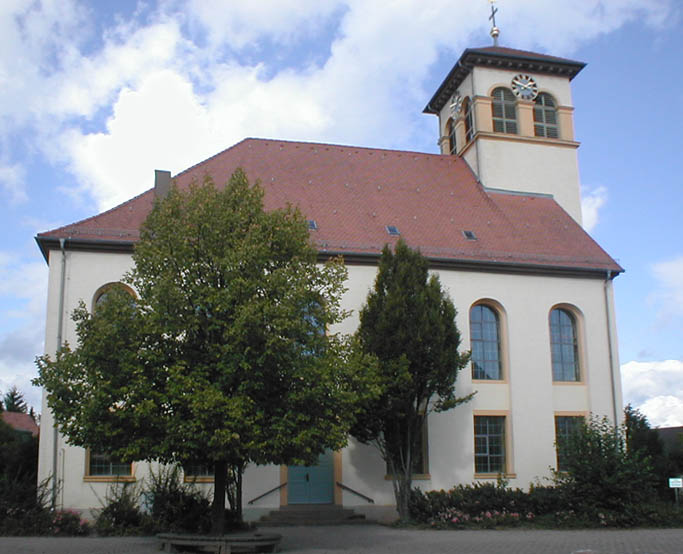
Evangelische Kirche

Berwangen war nach der Reformation überwiegend evangelisch geprägt. Es gibt eine evangelische Kirchengemeinde, darüber hinaus besteht ein Gemeindehaus der Liebenzeller Gemeinde. Die Berwangener Katholiken zählten zunächst zur katholischen Gemeinde in Gemmingen und wurden 1978 zur katholischen Gemeinde St. Ägidius in Kirchardt umgepfarrt.
Die Jüdische Gemeinde Berwangen entstand durch die Ansiedlung von Schutzjuden durch die Ortsherrschaft vermutlich schon im 17. Jahrhundert, verfügte ab 1771 über eine Synagoge und seit Mitte des 19. Jahrhunderts auch über den eigenen Jüdischen Friedhof Berwangen. Die Gemeinde zählte in der ersten Hälfte des 19. Jahrhunderts über 120 Personen, erlebte jedoch durch Ab- und Auswanderung in der zweiten Hälfte des 19. Jahrhunderts einen allmählichen Niedergang. 1933 wohnten in Berwangen noch 33 Juden, von denen die meisten ab 1936 ausgewandert sind. Die Synagoge wurde während des Novemberpogroms 1938 zerstört, auch kam es zu Gewalttätigkeiten gegenüber den wenigen hier lebenden jüdischen Bürgern und ihrem Eigentum. Die Gemeinde erlosch durch die Deportation der letzten neun Berwanger Juden im Oktober 1940 im Rahmen der Wagner-Bürckel-Aktion. Von den Deportierten sind sechs zu Tode gekommen.
Heute erinnert der jüdische Friedhof mit etwa 100 Grabsteinen an die einstige jüdische Gemeinde. Ein Gedenkstein ist hier den Opfern der NS-Verfolgung gewidmet. Das ehemalige jüdische Schulgebäude wird heute als Wohnhaus genutzt, die Synagoge wurde wahrscheinlich 1939/1940 abgerissen.

## Wappen
Bis 1900 führte Berwangen nur den Großbuchstaben „B“ im Siegel. Das heutige Wappen von Berwangen geht auf das Wappen der Herren von Berwangen im späten Mittelalter zurück, die sich vermutlich nach dem Ort benannten. Das Wappen wurde vom Generallandesarchiv Karlsruhe entworfen, vom Badischen Ministerium des Inneren am 3. Juli 1900 genehmigt, und zeigt in Gold einen blauen Schrägbalken, belegt mit drei silbernen Ringen.

## Bauwerke und Sehenswürdigkeiten

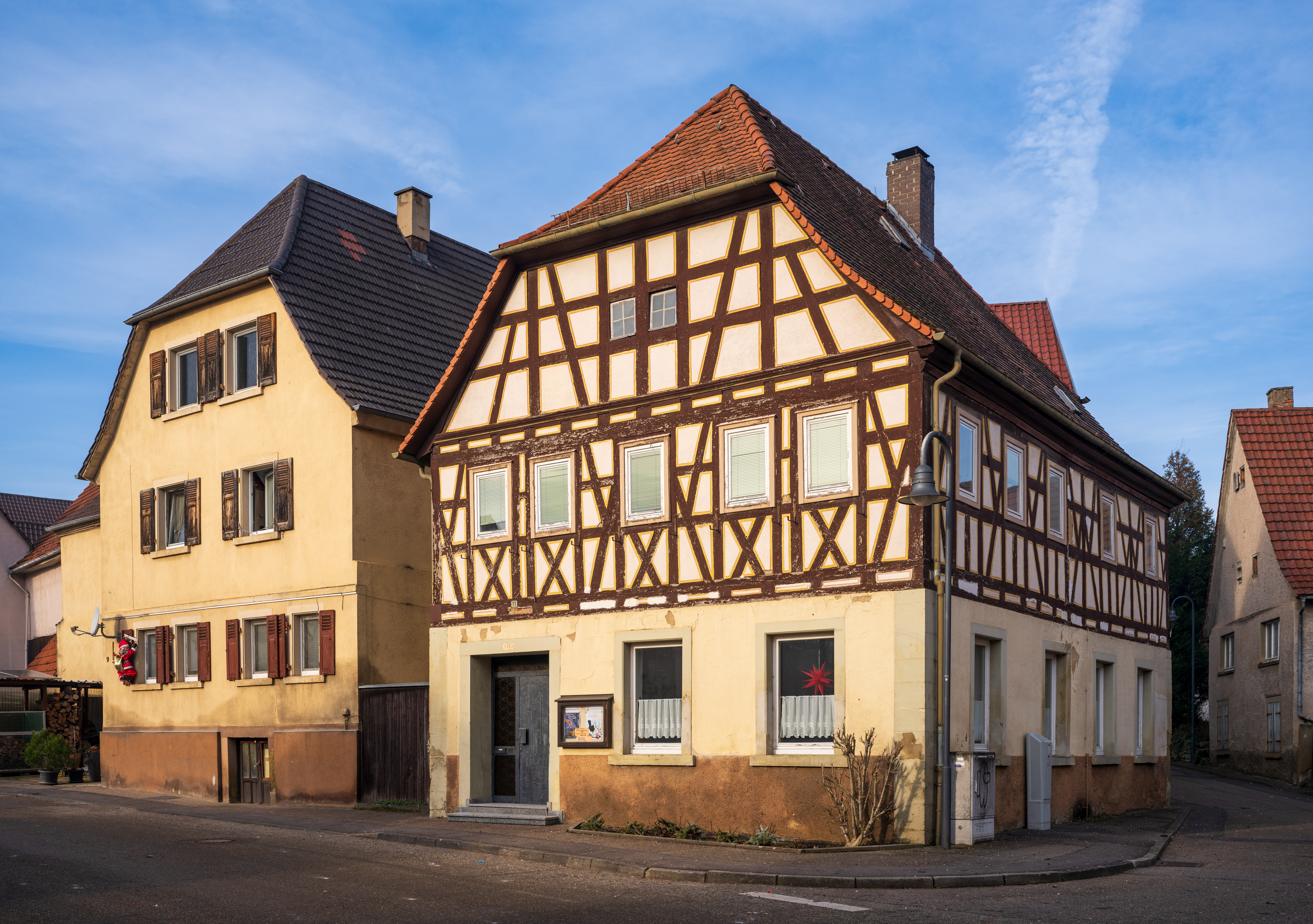
Altes Rathaus

- Evangelische Kirche, erbaut 1823/24 an Stelle eines Vorgängerbaus aus dem 15. Jahrhundert
- Altes Rathaus von 1787, heute Gemeindehaus der Liebenzeller Gemeinde
- Schulhaus von 1902, errichtet an der Stelle der ehemaligen Kelter
- Jupiter-Gigantensäule (Replik) auf dem Schulhof
- Die ehemalige jüdische Schule von 1845 wurde zum Wohnhaus umgebaut, auf der Garagenfläche des Grundstücks befand sich einst die Synagoge. Außerhalb des Ortes am Fürfelder Weg nahe der Oberen Mühle befindet sich der jüdische Friedhof.

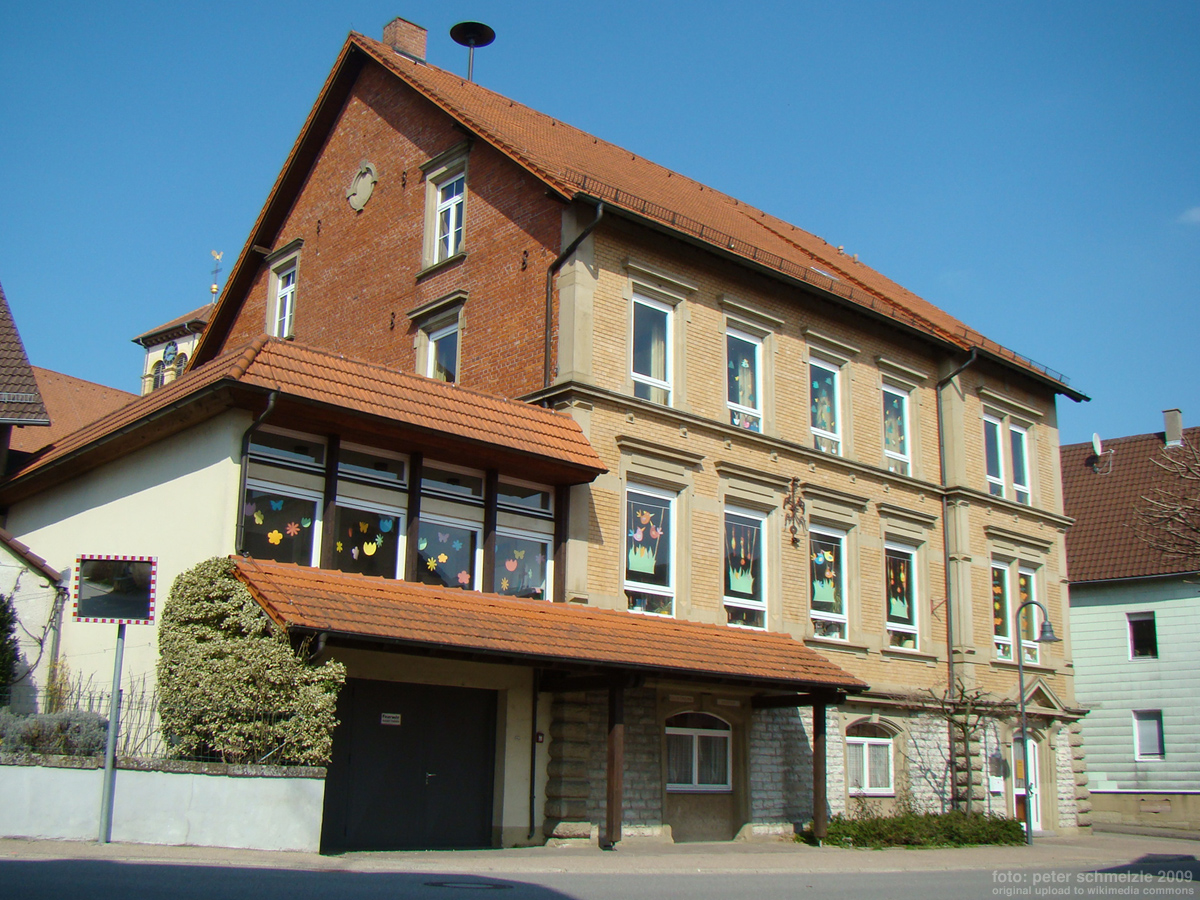
Schulhaus
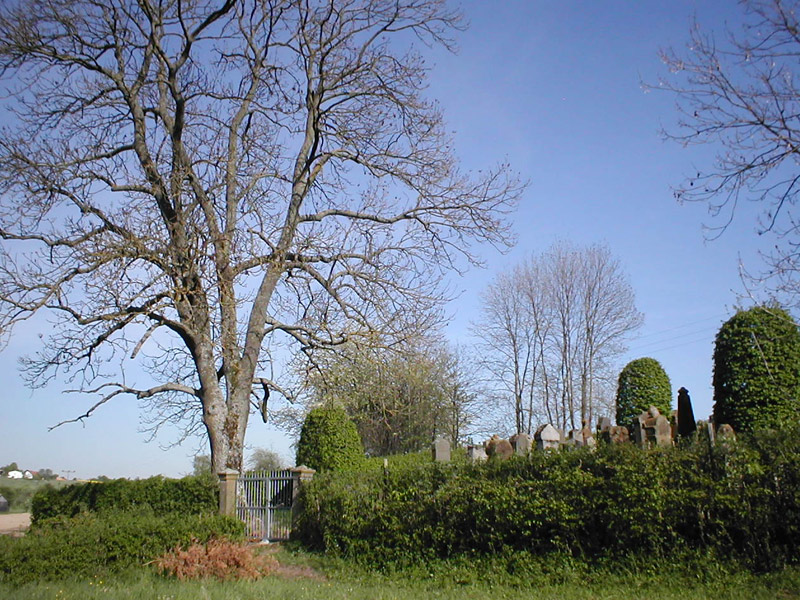
Jüdischer Friedhof
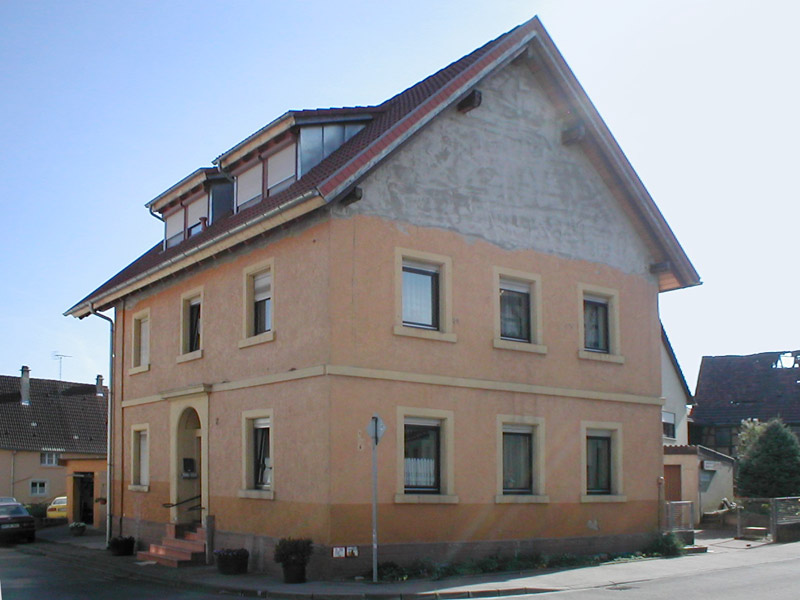
Ehemalige jüdische Schule

## Persönlichkeiten
- Julius Keller (* 16. Mai 1847 in Berwangen; † 15. August 1911 in Ziegelhausen), Gymnasiallehrer, -direktor und Autor